# Cwiatkowa
Cwiatkowa (biał. Цвяткова; ros. Цветково, Cwietkowo) – wieś na Białorusi, w obwodzie mińskim, w rejonie dzierżyńskim, w sielsowiecie Dzierżyńsk, przy drodze magistralnej M1.
W pobliżu znajduje się przystanek kolejowy Stańkawa, położony na linii Moskwa – Mińsk – Brześć.